# Escudos y banderas de la Ribera de Ebro

Escudo oficial de la Ribera de Ebro

Los escudos y banderas de la Ribera de Ebro son el conjunto de escudos y banderas de los municipios de la Ribera de Ebro. En este artículo se  incluyen los escudos y las banderas oficializados por la Generalitat desde el 1981 por la Consejería de Gobernación qué  tiene la competencia. En cuanto a los escudos comarcales hay que decir que se han creado expresamente para representar los Consejos y, por extensión, son el símbolo de toda la comarca.
El camper de oro con el cabo de sable, armas de los barones de Entenza, se encuentra el escudo de García, que había sido antiguamente dentro de la baronía.
Los municipios de Benisanet, Mora la Nueva, Tivisa, Torre del Español y Vinebre no tienen ni escudo ni bandera oficiales.

## Escudos oficiales

Ascó
Flix
García
Ginestar
La Palma de Ebro
Miravet
Mora de Ebro
Rasquera
Ribarroja de Ebro
EMD de la Serra d'Almos